# برج کبوتر عمروآباد
برج کبوتر عمروآباد مربوط به دوره قاجار است و در شهرستان شهرضا، بخش مرکزی، شهر منظریه، محله عمروآباد واقع شده و این اثر در تاریخ ۶ اسفند ۱۳۸۵ با شمارهٔ ثبت ۱۷۴۷۱ به‌عنوان یکی از آثار ملی ایران به ثبت رسیده است.